# Incidente aéreo entre Francia y Rusia en el mar Negro de 2024
El incidente aéreo franco-ruso de 2024 fue una disputa aérea que ocurrió entre la República Francesa y la Federación de Rusia en el mar Negro el 5 de marzo de 2024, donde Rusia interceptó 3 aviones franceses en los que, según afirmaban, violaban su espacio aéreo.

## Fondo
El 5 de marzo de 2024, el presidente francés Emmanuel Macron realizó una visita a Praga, entabló conversaciones con el presidente checo Petr Pavel y pronunció un discurso en el que enfatizó la importancia de la unidad entre los aliados occidentales en apoyo a Ucrania. Macron instó contra la capitulación y advirtió que las acciones de Rusia habían alcanzado un nivel de impulso alarmante.

## Incidente
El mismo día, tres aviones militares franceses, entre ellos un avión Awacs E-3 y dos aviones Dassault Rafale, sobrevolaron el mar Negro. Sin embargo, su presencia fue detectada por un radar ruso, lo que provocó el envío de un avión de combate SU-27 por parte de Rusia. En Rusia existía preocupación de que el avión pudiera violar el espacio aéreo internacional. Al avistar el Su-27, los tres aviones franceses hicieron un giro en U y no se registró ninguna infracción, según informó el Ministerio de Defensa de Rusia.
Sin embargo, el canal de noticias francés TF1 recibió la confirmación del Ministerio de Defensa francés de que los aviones se encontraban a 40 kilómetros del espacio aéreo ruso, lo que indica que no violaron ningún espacio aéreo. Este incidente ocurrió apenas una semana después de que un Mirage 2000 francés interceptara un aparato de inteligencia ruso frente a la costa de Estonia en el mar Báltico.